# BitchImTheShit2
Bitch I'm the Shit 2 (stylizowane na: BitchImTheShit2) – piąty album studyjny amerykańskiego rapera Tygi. Wydawnictwo ukazało się 21 lipca 2017 roku nakładem wytwórni muzycznej Last Kings Records oraz Empire Distribution. Album jest kontynuacją mixtape'u Tygi wydanego w 2011 roku pt. #BitchImTheShit. Album zadebiutował na 139. miejscu amerykańskiej listy przebojów Billboard 200, magazynu Billboard oraz otrzymał mieszane recenzje krytyków.
Na albumie gościnnie wystąpili: Kanye West, Pusha T, Young Thug, Quavo, Chief Keef, Vince Staples, Ty Dolla Sign,  A.E. oraz Honey Cocaine.

## Lista utworów
Opracowano na podstawie materiału źródłowego.
| BitchImTheShit2 – Wersja standardowa | BitchImTheShit2 – Wersja standardowa | BitchImTheShit2 – Wersja standardowa                                                | BitchImTheShit2 – Wersja standardowa | BitchImTheShit2 – Wersja standardowa |
| Nr                                   | Tytuł utworu                         | Słowa                                                                               | Muzyka                               | Długość                              |
| ------------------------------------ | ------------------------------------ | ----------------------------------------------------------------------------------- | ------------------------------------ | ------------------------------------ |
| 1.                                   | „ドウカテイ (Ducati)”                |                                                                                     |                                      | 0:18                                 |
| 2.                                   | „Feel Me”                            | Michael Stevenson • Kanye West • Raul Gonzalez • Brandon Tillman • Alexander Edward | Sound M.O.B. • Kanye West            | 3:19                                 |
| 3.                                   | „Teterboro Flow”                     | Stevenson • Ryan Vojtesak • Masamune Kudo                                           | Rex Kudo • Charlie Handsome          | 2:44                                 |
| 4.                                   | „Ski on the Slope” (oraz Pusha T)    | Stevenson • Terrence Thornton • Joseph Epperson • Alexander Edward                  | Crakwav                              | 3:30                                 |
| 5.                                   | „Eyes Closed”                        | Stevenson • Epperson • Edward                                                       | Crackwav                             | 4:27                                 |
| 6.                                   | „Move to L.A.” (oraz Ty Dolla Sign)  | Stevenson • Tyrone Griffin, Jr. • Epperson • Edward                                 | Crakwav                              | 3:42                                 |
| 7.                                   | „Bel Air” (oraz Quavo)               | Stevenson • Quavious Marshall • Shand Lindstrom • Epperson • Edward                 | Murda Beatz • Crackwav               | 4:28                                 |
| 8.                                   | „Run It Back” (oraz Young Thug)      | Stevenson • Jeffery Williams • Epperson • Edward                                    | Crackwav                             | 3:56                                 |
| 9.                                   | „Playboy” (oraz Vince Staples)       | Stevenson • Vincent Staples • Epperson • Edward                                     | Crackwav                             | 3:01                                 |
| 10.                                  | „Chandeliers”                        | Stevenson • Chance Youngblood • Jacques Webster                                     | Tarentino                            | 3:51                                 |
| 11.                                  | „Flossin” (oraz King)                | Stevenson • Xavier Dotson                                                           | Zaytoven                             | 2:41                                 |
| 12.                                  | „Clash Splash NASA”                  | Stevenson • Dotson                                                                  | Zaytoven                             | 3:20                                 |
| 13.                                  | „1 of 1”                             | Stevenson • Epperson • Edward                                                       | Crakwav                              | 3:24                                 |
| 14.                                  | „Gone Too Far”                       | Stevenson • Epperso • Edward                                                        | Crackwav                             | 2:34                                 |
| 15.                                  | „Nann Nigga” (oraz Honey Cocaine)    | Stevenson                                                                           | Sochitta Sal • Juston Freeman        | 3:59                                 |
| 16.                                  | „100's” (oraz Chief Keef & A.E.)     | Stevenson • Keith Cozart • Mackenzie Cook • Epperson • Edward                       | GHXST                                | 3:54                                 |
|                                      |                                      |                                                                                     |                                      | 53:08                                |

### Sample
- Utwór "Move to L.A." zawiera sample z utworu "What You Want", którego autorami są Mase i Total[4]
- Utwór "1 of 1" zawiera sample z utworu "Controlla" od Drake'a oraz utworu "Sucky Ducky" autorstwa Mr. Vegas[5]
- Utwór "Nann Nigga" zawiera sample z utworu "Nann Nigga", którego autorami są Trick Daddy oraz Trina[6]

## Notowania
| Kraj              | Lista (2017)                   | Najwyższa pozycja |
| ----------------- | ------------------------------ | ----------------- |
| Nowa Zelandia     | RMNZ Heatseekers Albums        | 8                 |
| Stany Zjednoczone | Billboard 200                  | 139               |
| Stany Zjednoczone | Independent Albums (Billboard) | 40                |

## Link zewnętrzny
- Okładka